# Thủ đô Văn hóa châu Âu

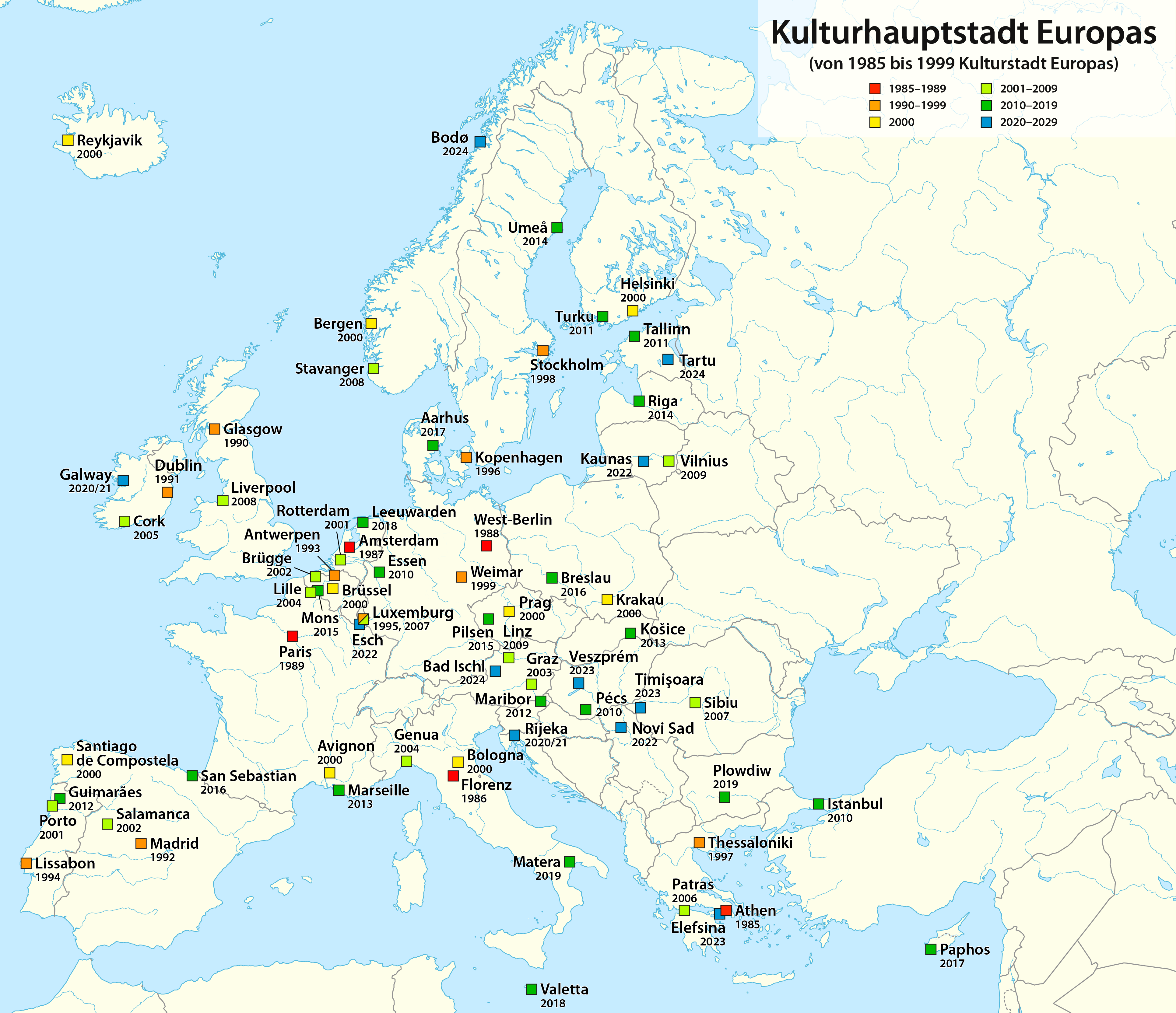

Thủ đô Văn hóa châu Âu là thành phố được Liên minh châu Âu lựa chọn tổ chức một chuỗi các sự kiện văn hóa đa dạng trong thời gian một năm.
Việc được chọn là Thủ đô Văn hóa châu Âu là cơ hội để tạo ra lợi nhuận về kinh tế, văn hóa, xã hội đồng thời giúp nâng cao và quảng bá hình ảnh thành phố đó trên bình diện quốc tế.
Năm 1985, nữ diễn viên, sau này là Bộ trưởng Văn hóa Hy Lạp, bà Melina Mercouri cùng người đồng nhiệm Pháp Jack Lang nảy ra ý tưởng thiết kế một Thủ đô Văn hóa thường niên để mang châu Âu xích lại gần nhau bằng cách làm nổi bật sự phong phú và đa dạng của nền văn hóa châu Âu và nâng cao nhận thức về những giá trị và lịch sử của châu Âu.
Ủy ban của Liên minh châu Âu điều hành danh hiệu này và mỗi năm Hội đồng Bộ trưởng của Liên minh châu Âu chọn một Thủ đô Văn hóa châu Âu. Một ủy ban gồm các nhà chuyên gia về văn hóa có nhiệm vụ đánh giá đề cử của các thành phố tuân theo tiêu chuẩn đề ra bởi Liên minh châu Âu.
Một nghiên cứu của Robert Palmer năm 2004 cho thấy việc được chọn là Thủ đô Văn hóa châu Âu là chất xúc tác cho sự phát triển văn hóa và biến đổi của thành phố. Tầm ảnh hưởng và sự phát triển văn hóa-xã hội của thành phố được chọn hiện cũng được xem xét trong việc lựa chọn thành phố là Thủ đô Văn hóa châu Âu.

## Danh sách Thủ đô Văn hóa châu Âu
- 1985:  Athens (Hy Lạp)
- 1986:  Florence (Ý)
- 1987:  Amsterdam (Hà Lan)
- 1988:  Tây Berlin (Đức)
- 1989:  Paris (Pháp)

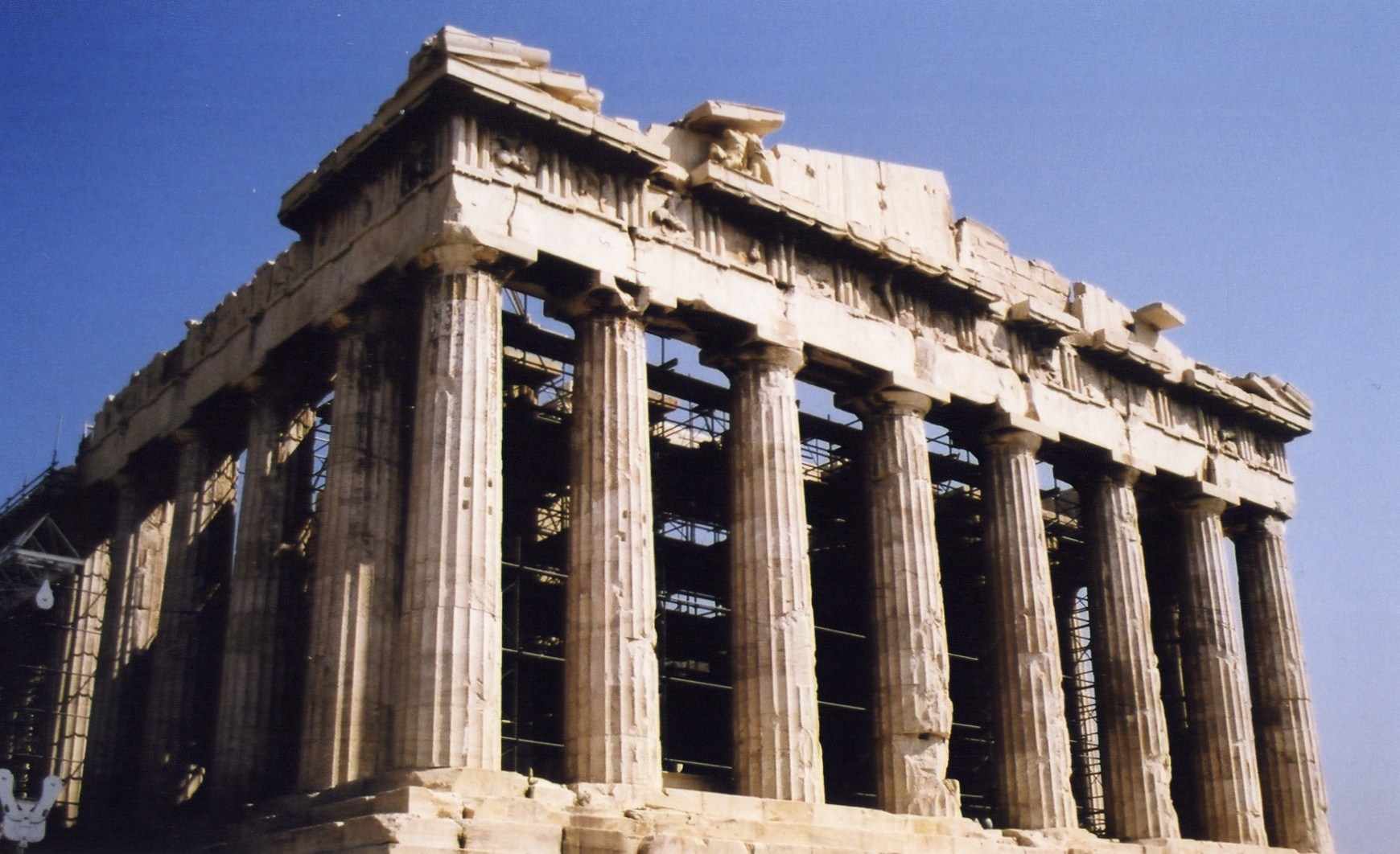
Athens (1985)

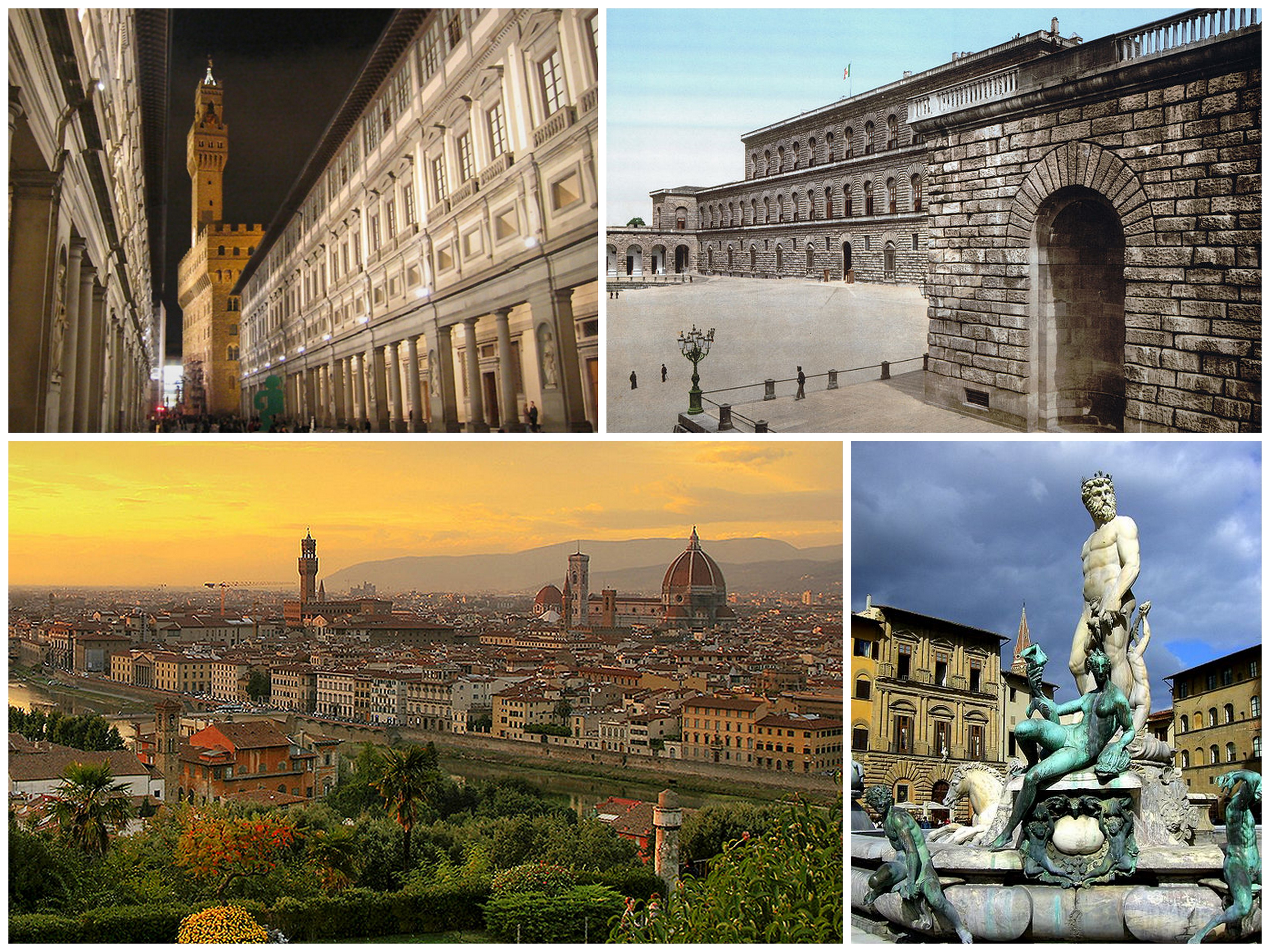
Florence (1986)

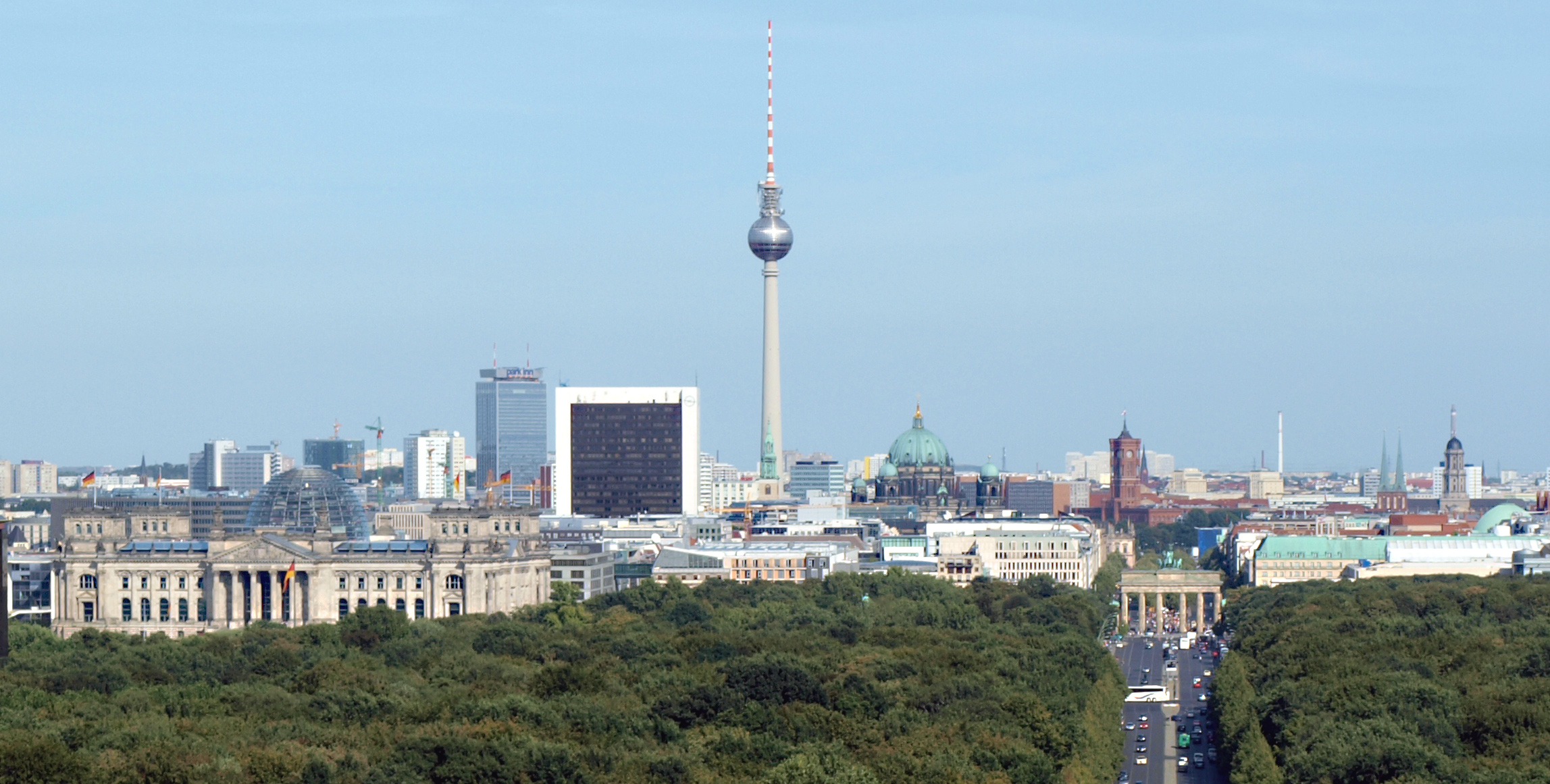
Berlin (1988)

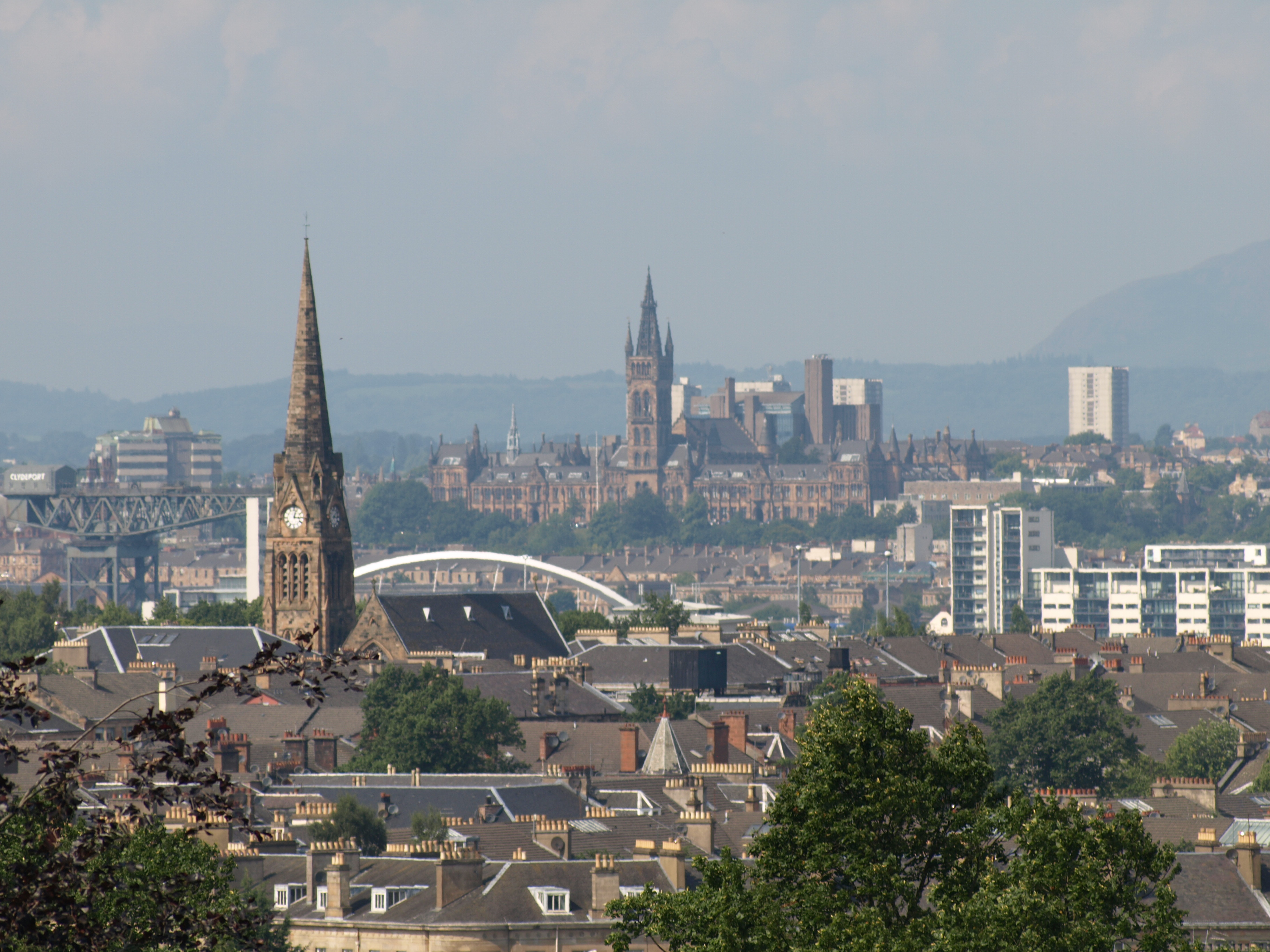
Glasgow (1990)

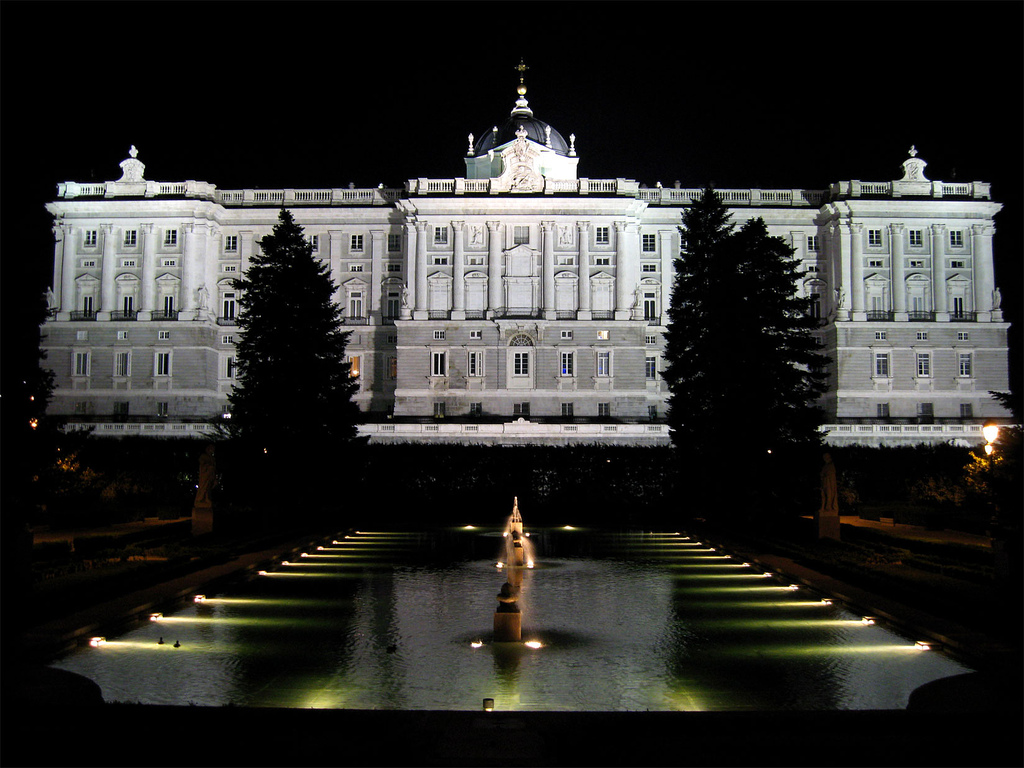
Madrid (1992)

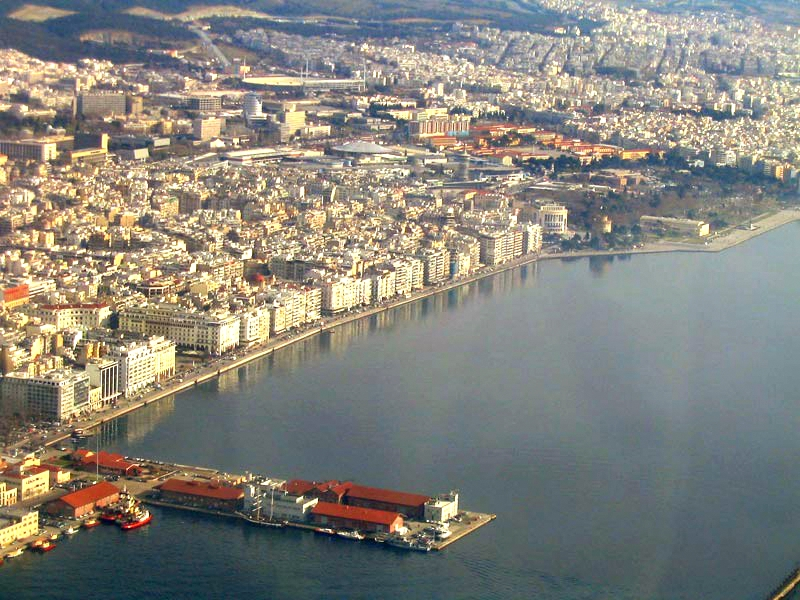
Thesaloniki (1997)

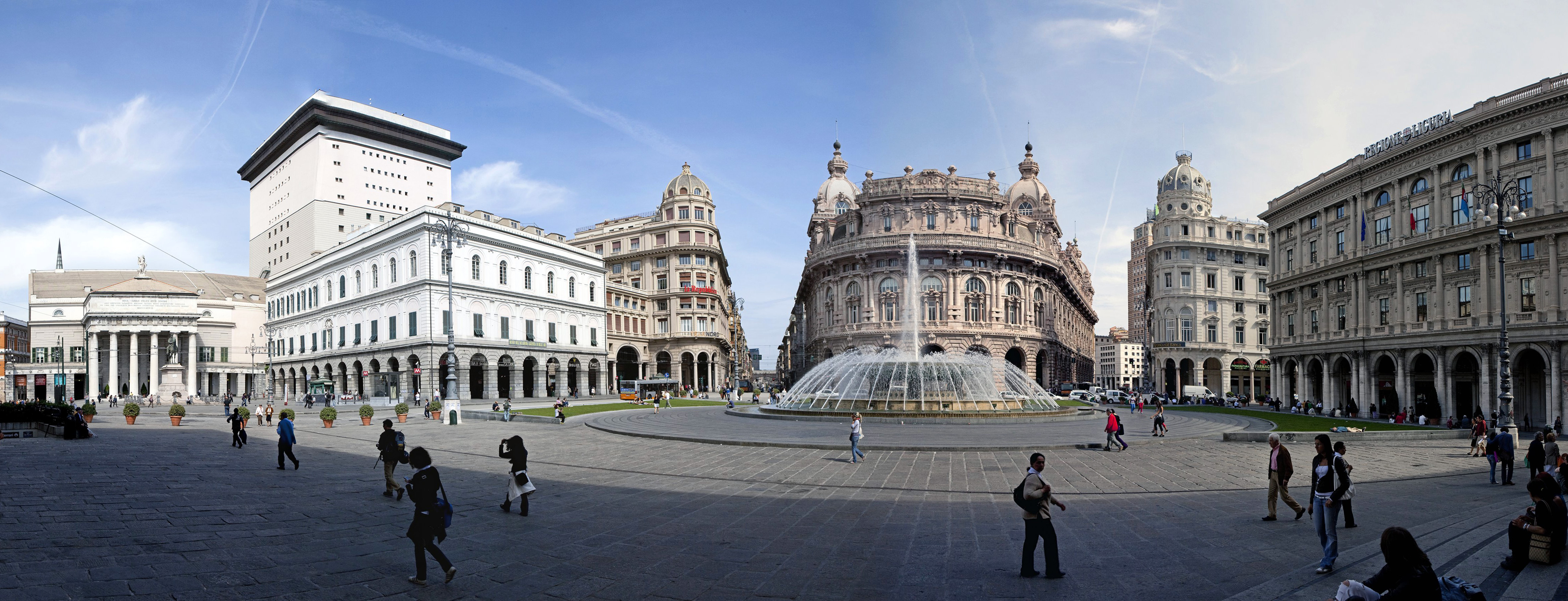
Genoa (2004)

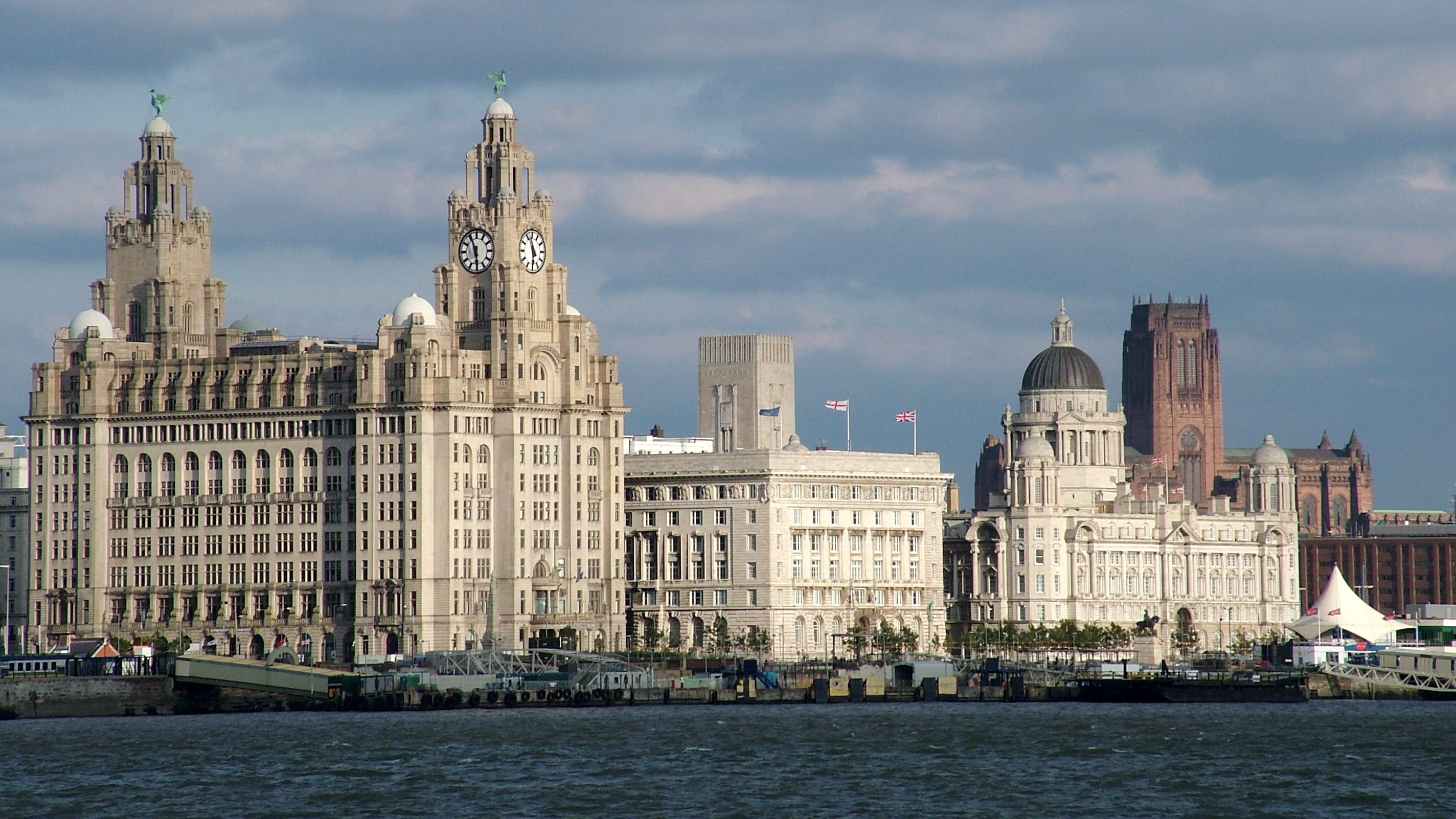
Liverpool (2008)

- 1990:  Glasgow (Vương quốc Anh)
- 1991:  Dublin (Cộng hòa Ireland)
- 1992:  Madrid (Tây Ban Nha)
- 1993:  Antwerpen (Bỉ)
- 1994:  Lisbon (Bồ Đào Nha)
- 1995:  Luxembourg, (Luxembourg)
- 1996:  Copenhagen (Đan Mạch)
- 1997:  Thessaloniki (Hy Lạp)
- 1998:  Stockholm (Thụy Điển)
- 1999:  Weimar (Đức)
- 2000:  Avignon (Pháp),  Bergen (Na Uy),  Bologna (Ý),  Brussels (Bỉ),  Helsinki (Phần Lan),  Kraków (Ba Lan),  Praha (Cộng hòa Séc),  Reykjavík (Iceland),  Santiago de Compostela (Tây Ban Nha)
- 2001:  Rotterdam (Hà Lan),  Porto (Bồ Đào Nha)
- 2002:  Bruges (Bỉ),  Salamanca (Tây Ban Nha)
- 2003:  Graz (Áo)
- 2004:  Genova (Ý),  Lille (Pháp)
- 2005:  Cork (Cộng hòa Ireland)
- 2006:  Patras (Hy Lạp)
- 2007:  Sibiu (România),  Luxembourg (Luxembourg)
- 2008:  Liverpool (Vương quốc Anh),  Stavanger (Na Uy)
- 2009:  Vilnius (Litva)  Linz (Áo)
- 2010:  Essen (đại diện vùng Ruhr) (Đức),  Istanbul (Thổ Nhĩ Kỳ),  Pécs (Hungary)
- 2011:  Turku (Phần Lan),  Tallinn (Estonia)
- 2012:  Guimarães (Bồ Đào Nha),  Maribor (Slovenia)
- 2013:  Marseille (Pháp),  Košice (Slovakia)
- 2014:  Umeå (Thụy Điển),  Riga (Latvia)
- 2015:  Mons (Bỉ),  Plzeň (Cộng hòa Séc)
- 2016:  San Sebastián (Tây Ban Nha);  Wrocław (Ba Lan)
- 2017:  Aarhus (Đan Mạch)
- 2018:  Leeuwarden (Hà Lan)
- 2019:  Matera (Ý),  Plovdiv (Bulgaria)
- 2020:  Galway (Ireland),  Rijeka (Croatia)
- 2021:  Timișoara (Romania),  Novi Sad (Serbia)

## Liên kết
- European Commission - European Capitals of Culture
- Documentation Centre on European Capitals of Culture Lưu trữ ngày 2 tháng 4 năm 2012 tại Wayback Machine

Thành phố hiện tại
- Turku 2011 Lưu trữ ngày 23 tháng 7 năm 2010 tại Wayback Machine
- Tallinn 2011

Thành phố trước đó
- Graz 2003 Lưu trữ ngày 27 tháng 1 năm 2006 tại Wayback Machine
- Cork 2005
- Sibiu 2007
- Liverpool 2008 Lưu trữ ngày 5 tháng 4 năm 2007 tại Wayback Machine
- Stavanger 2008
- Vilnius 2009
- Linz 2009
- Istanbul 2010 Lưu trữ ngày 15 tháng 7 năm 2017 tại Wayback Machine
- Istanbul 2010 – European Capital of Culture (Unofficial Portal)[liên kết hỏng]
- Essen 2010
- Pécs 2010 Lưu trữ ngày 1 tháng 10 năm 2018 tại Wayback Machine

Thành phố trong tương lai
- Guimarães 2012
- Maribor 2012
- Marseille Provence 2013 Lưu trữ ngày 26 tháng 8 năm 2010 tại Wayback Machine
- Košice 2013 Lưu trữ ngày 16 tháng 2 năm 2008 tại Wayback Machine
- Rīga 2014
- Umeå 2014 Lưu trữ ngày 18 tháng 8 năm 2010 tại Wayback Machine
- Mons 2015 Lưu trữ ngày 16 tháng 7 năm 2020 tại Wayback Machine
- Plzeň 2015 Lưu trữ ngày 2 tháng 11 năm 2011 tại Wayback Machine